# Ligne de Tartu à Valga
La ligne de Tartu à Valga (estonien : Tartu–Valga raudteelõik) est une ligne ferroviaire estonienne. 

## Histoire
Depuis 2015, il y a trois trains de voyageurs dans les deux sens par jour sur la ligne de Tartu à Valga.
Jusqu'au 1er juillet 2008, la ligne ferroviaire Tartu-Elva exploitée par Edelaraudtee était également en service. 
Cette ligne n'est plus ouverte depuis que la voie ferrée a été rouverte après réparations (30 décembre 2009)